# ملتفات السداة
ملتفات السداة (الاسم العلمي: Gyrostemonaceae)، فصيلة نباتات من رتبة الكرنبيات. تحتوي الفصيلة على ستة (-6) أجناس، ويبلغ عدد أنواعها حوالي 20 نوعًا معروفًا. جميعها تستوطن أستراليا المعتدلة. إنها شجيرات أو أشجار صغيرة ذات أوراق صغيرة غالباً ضيقة وأزهار صغيرة.